# Fred Brown
Fred Brown (7 de agosto de 1948), é um ex-jogador profissional de basquete americano que foi armador na National Basketball Association (NBA). Ele jogou basquete universitário na seleção Iowa Hawkeyes, antes de jogar 13 temporadas (1971-1984) na NBA, todas com o Seattle SuperSonics. Conhecido por seus arremessos precisos de fora da quadra, Brown foi selecionado para o NBA All-Star Game de 1976 e marcou 14.018 pontos em sua carreira.

## Carreira
Fred se formou na Lincoln High School, no centro de Milwaukee, em 1967, onde outras escolas de ensino médio lhe deram  seu apelido "Downtown Freddie" Brown. Ele levou Lincoln a dois títulos estaduais e foi eleito para o All-State duas vezes. Ele foi líder do time de 1967 e recebeu quatro cartas de preparação, incluindo uma para futebol americano e outra para beisebol. Devido às suas habilidades de arremesso externo, seu apelido de colégio "Downtown Freddie" Brown o seguiu por toda a sua carreira.
Brown terminou seu último ano na Universidade de Iowa em 1971, com média de 27,6 pontos por jogo, e foi selecionado pelos Kentucky Colonels no draft da American Basketball Association e selecionado em 6º lugar geral pelo Seattle SuperSonics no draft da NBA de 1971.

## NBA
A carreira de Brown na NBA teve um começo lento, já que ele teve uma média de apenas 4,2 pontos por jogo em 33 jogos como novato, jogando atrás dos veteranos armadores Lenny Wilkens e Dick Snyder . Após a troca de Wilkens para o Cleveland Cavaliers em 1972, Brown teve mais tempo de jogo e sua média de pontuação subiu para 13,5 e 16,5 pontos por jogo nas duas temporadas seguintes.
Depois que Snyder foi negociado com os Cavaliers em 1974, a produção de Brown aumentou novamente, para 21,0 pontos por jogo na temporada 1974-75, e ele terminou em quinto lugar na liga em roubos de bola por jogo. Na temporada 1975-76, Brown teve uma temporada All-Star, terminando em quinto lugar na NBA em média de pontuação e porcentagem de lances livres.
Brown foi o líder do time campeão da NBA de 1978-79 do SuperSonics. Frequentemente entre os líderes da liga em porcentagem de lances livres, Brown também liderou a NBA em porcentagem de arremessos de três pontos em 1979-80 — a primeira temporada em que a linha de três pontos foi adotada pela liga.

## Legado
Quando se aposentou em 1984, Brown era o líder de todos os tempos da SuperSonics em:
- Jogos disputados (963)
- Pontos marcados (14.018)
- Gols de campo (6.006)
- Lançamentos livres (1.896)

Brown ainda detém os recordes de todos os tempos da equipe em pontos em um jogo da temporada regular com 58 (um recorde compartilhado com Russell Westbrook), pontos em um jogo de playoff com 45 (um recorde compartilhado com Ray Allen) e roubos de bola em um jogo com 10 (um recorde compartilhado com Gus Williams).